# Lancelot
Lancelot (tiếng Pháp: Launcelot du Lac, tiếng Wales: Lawnslot y Llyn, dịch nghĩa: Lancelot Vùng Hồ), là một nhân vật trong truyền thuyết Arthur.

## Lịch sử
Lancelot là kị sĩ tài hoa và thân tín nhất trong triều đình vua Arthur . Nhưng ông đem lòng yêu mến hoàng hậu xinh đẹp Guinevere. Có thuyết cho rằng hai người yêu nhau khi ông phò Guinevere về triều để thành hôn với vua Arthur. Có thuyết khác cho rằng hai người gặp nhau lần đầu khi Guinevere đã là hoàng hậu.. Mối quan hệ tình cảm giữa Lancelot và Guinevere bị Arthur khám phá và nhà vua tuyên án xử Guinevere trên giàn hỏa về tội ngoại tình

. Lancelot phá ngục cứu Guinevere và do đó trở nên xung khắc với vua. Tuy vậy khi nhà vua đi dẹp loạn phản thần Mordred thì Lancelot quay lại giúp, nhưng quá muộn vì vua đã bị Mordred sát hại. Nàng Guinevere trở thành một nữ tu và Lancelot từ bỏ tước vị hiệp sĩ, trở thành một giáo mục. Khi Guinevere chết, Lancelot cũng chết theo sáu tuần sau đó. Xác hai người được chôn cạnh mộ vua Athur.

## Hình ảnh

N. C. Wyeth's illustrations from The Boy's King Arthur
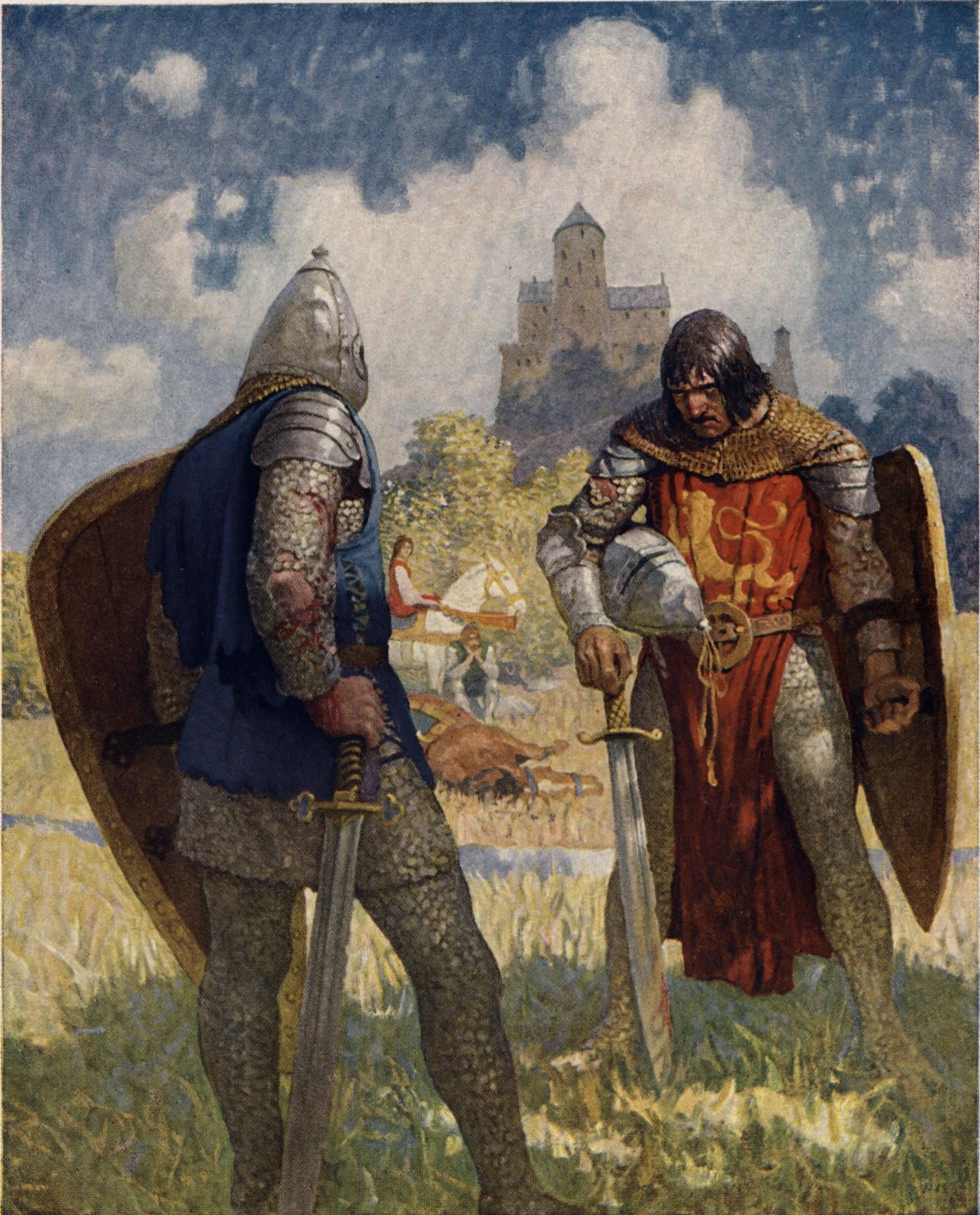
"I am Sir Launcelot du Lake, King Ban's son of Benwick."
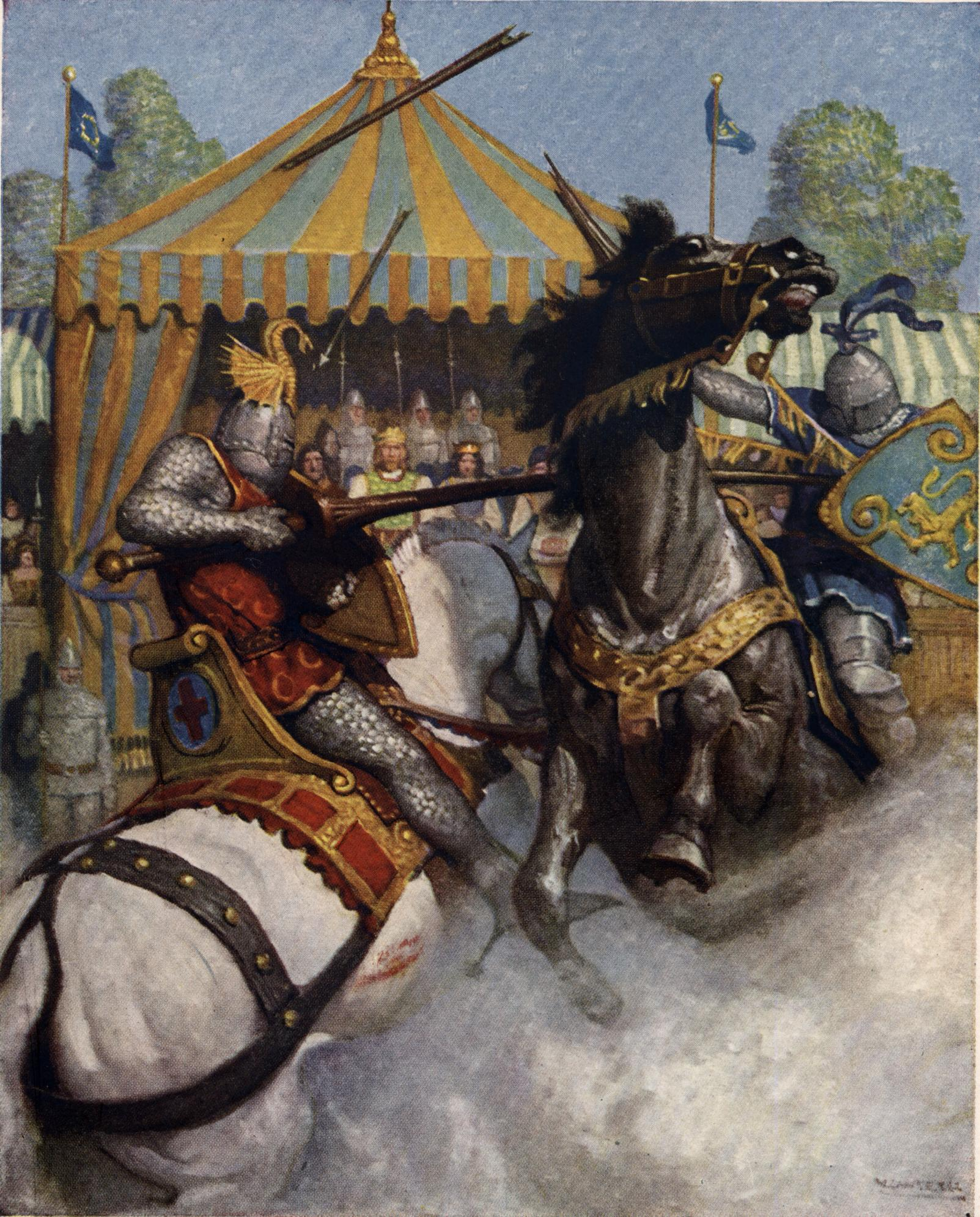
"Sir Mador's spear broke all to pieces, but his spear held."
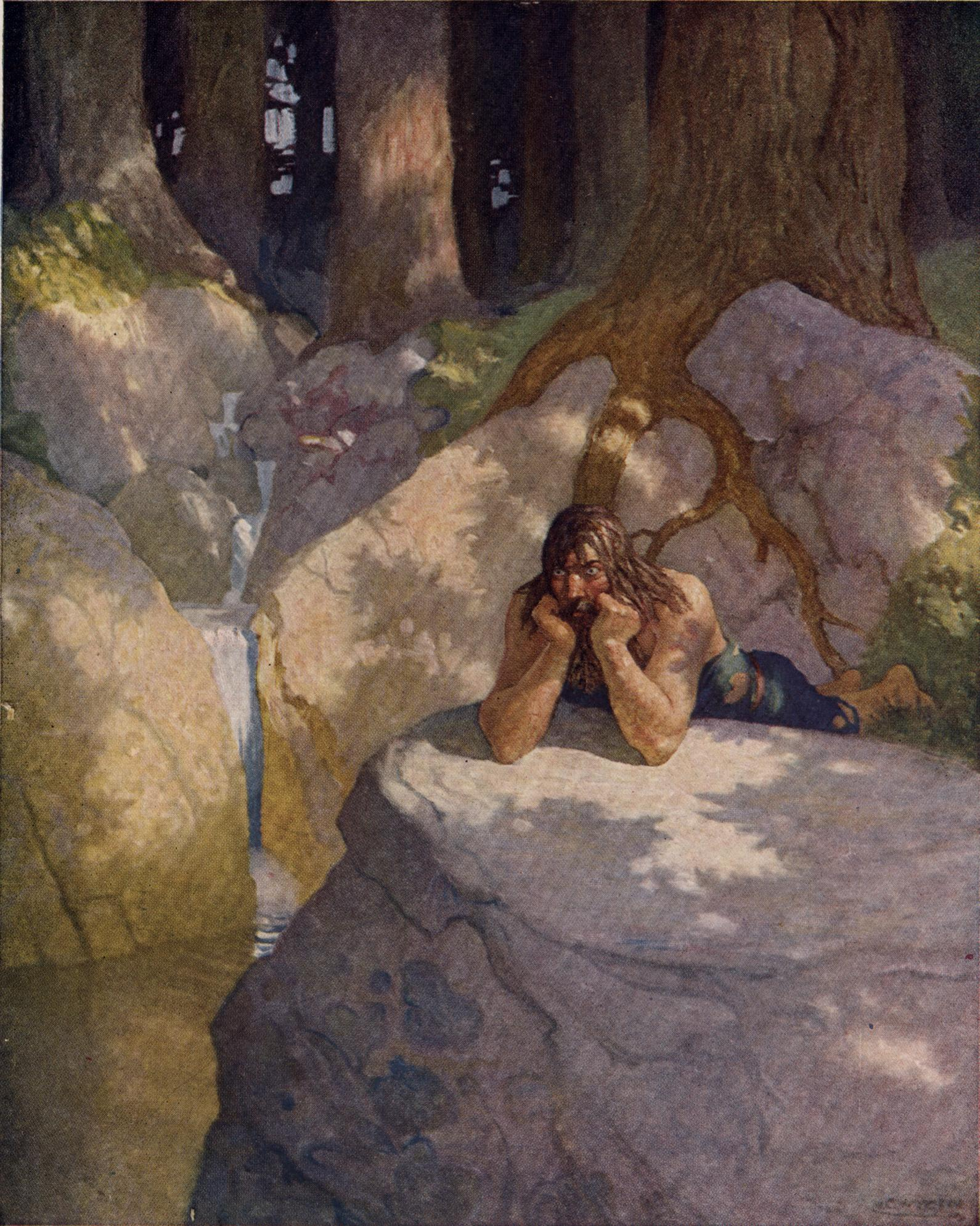
"[Lancelot] ever ran wild wood from place to place"
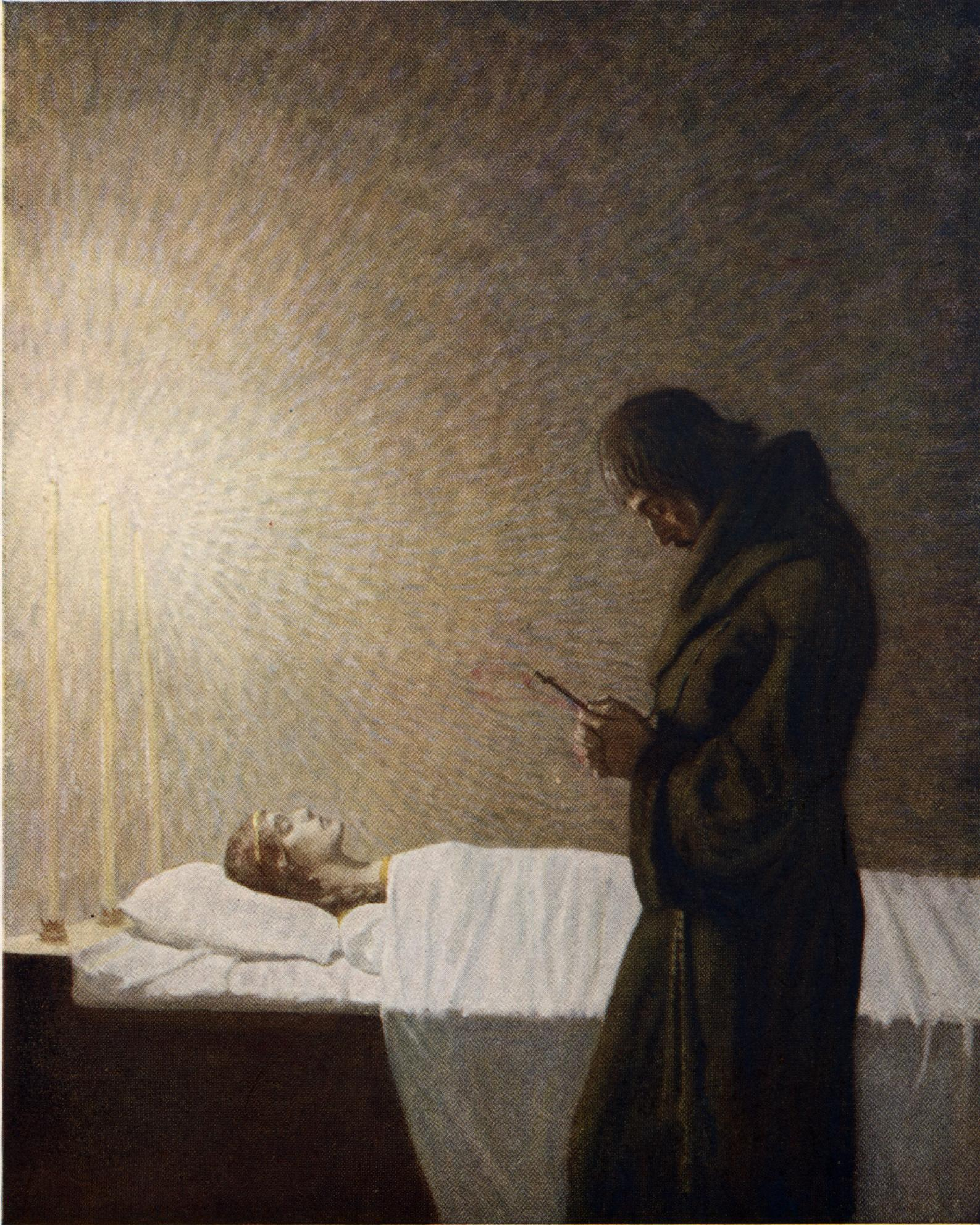
"Launcelot saw her visage, he wept not greatly, but sighed."

### Tư liệu
- Lancelot Lưu trữ ngày 3 tháng 3 năm 2024 tại Wayback Machine at The Camelot Project
- An English translation of the Prose Lancelot at the Internet Archive
- Lancelot digital exposition at the Bibliothèque nationale de France (bằng tiếng Pháp)